# Forces armées mexicaines
L'Armée mexicaine actuelle a été fondée le 19 février 1913 et a pour mission de défendre l'intégrité, l'indépendance et la souveraineté de la nation mexicaine; assurer la sécurité intérieure, protéger la population en cas de menace(s) extérieure(s) et porter assistance à la population civile notamment en cas de catastrophes naturelles.
Son budget représente en 2021 123 milliards de pesos (soit 7,16 milliards dollars), l'un des plus faibles au monde en part de PIB : 0,70 %.
Les Forces armées mexicaines dépendent de deux ministères : l'Armée de terre et l'aviation dépendent du Secrétariat de la Défense nationale du Mexique tandis que la marine et l'infanterie de marine mexicaine dépendent du Secrétariat de la Marine du Mexique.
La marine nationale déploie sa puissance navale au service de la défense extérieure et la sécurité intérieure du territoire. Le 21 septembre 1954, elle intègre l'Organisation maritime internationale (OMI) et assure la protection des personnes en cas de détresse en mer.
Entre 2006 et 2012, sous la présidence de Felipe Calderón, l'Armée mexicaine est déployée sur le territoire pour lutter contre le crime organisé et le grand banditisme, un point central de la campagne de l'ancien président Calderón.
L’offensive provoque une vague de violence sans précédent dans le pays, avec plus de 196 000 homicides et 30 000 disparitions, la plupart sont des  victimes des luttes entre cartels et  impliquées dans le trafic de drogue et/ou appartenant a des organisations criminelles,. Les années suivantes, la guerre contre le trafic de drogue continue. En 2017, le parlement officialise que les militaires soient affectés à des tâches de police.
Actuellement une part importante de la lutte contre les narcos et la criminalité, ainsi que la surveillance de la frontière sud  est confiée à la Garde nationale du Mexique crée en 2019.
À l'âge de 18 ans, il existe, pour les hommes, une obligation d'effectuer le service militaire pendant au moins un an. (es)
Toutefois, la loi prévoit la possibilité pour les individus âgés de 16 ans d'entrer volontairement et légalement dans les Forces armées, à condition d'avoir le consentement de leurs tuteurs légaux.

## Histoire

### De l'indépendance à nos jours

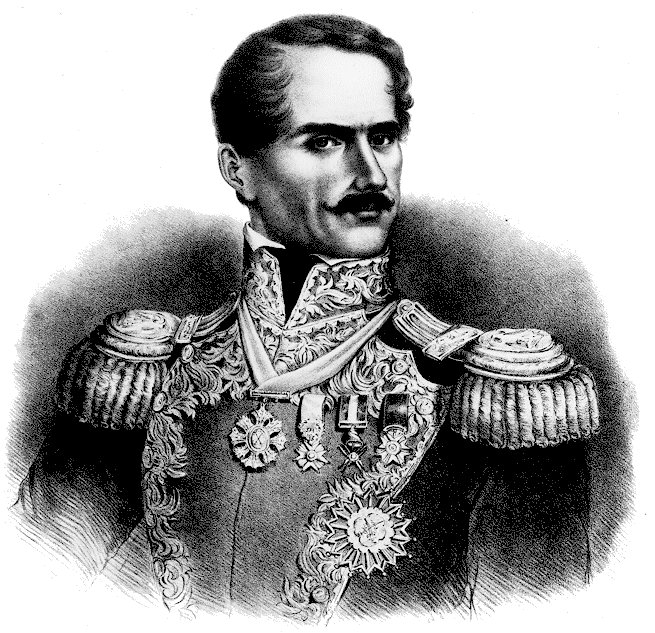
Santa Anna

Les Forces armées du Mexique ont vu le jour le 18 septembre 1821, à l'époque où le territoire mexicain était encore la Vice-Royauté de l'empire colonial espagnol. Elles sont nées après la guerre d'indépendance du Mexique (1810 à 1821) le jour où Vicente Guerrero, chef de l’armée des Trois Garanties (Religion, Union et Indépendance), entra dans la ville de Mexico aux côtés de son allié, le général Agustín Iturbíde.
Le général Francisco Novella, alors Vice-Roi de Nouvelle-Espagne, est assiégé à Mexico par les généraux de l'armée des Trois Garanties.
Peu après sa reddition, Agustín Iturbíde et Vicente Guerrero proclament l'indépendance du pays en signant le Plan d'Iguala.
Le 26 avril 1821, peu avant la signature de l'indépendance, le colonel Santa Anna, se retourne contre ses chefs et adhère à la cause de l'indépendance. Il traque ses anciens compagnons d'armes, qu'il combat et défait à Alvarado, puis à Córdoba et Xalapa. Il est freiné dans son avancée par les troupes de Davila, lequel lui inflige une sévère défaite au port de Veracruz. Toutefois, il parvient plus tard à chasser les espagnols du port de Veracruz.
Après la chute de l'empire espagnol, la proclamation d'indépendance et la naissance du l'empire du Mexique, Agustín Iturbide devient Agustin 1er, le premier empereur du Mexique. À la tête des Forces armées impériales, l'Empereur Agustin devient alors le premier commandant suprême des Forces armées du Mexique. Il est nommé chef de toutes les branches de l'Armée nationale : général en chef de l'Armée de terre et amiral en chef de la Marine. En 1821, il crée le ministère de la guerre et de la marine, ancêtre de ce qui allait devenir le ministère de la défense nationale du Mexique.

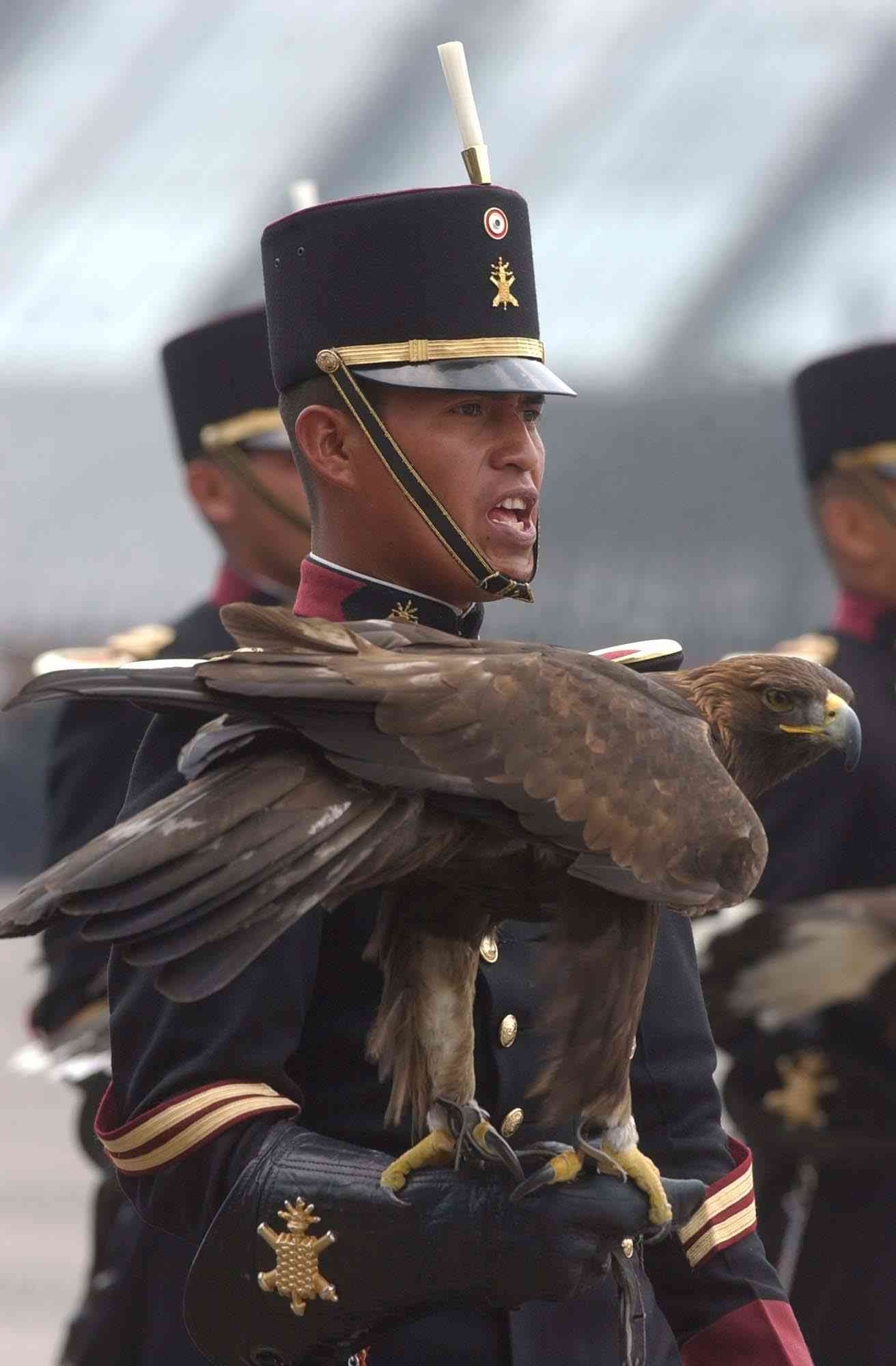
Sergent d'infanterie des cadets de l'Heroico Colegio Militar, portant un aigle royal.

Pendant la Seconde Guerre mondiale, l'aviation de l'Armée de terre mexicaine est élevée au rang de corps militaire à part entière (au même titre que la Marine et l'Armée de terre), devenant ainsi la Force aérienne mexicaine, elle enverra une seule unité au combat, l'Escadron 201 contre l’empire du Japon. La forme des Forces armées est alors définie en trois divisions principales (air, terre, marine), et restera la même jusqu’à nos jours.
Après la Seconde Guerre mondiale l'Armée mexicaine n'a pas eu d'affrontement militaire avec d'autres puissances étrangères, exception faite d'un conflit localisé avec le Guatemala (es) en 1958 et 1959. L'Armée reçoit du gouvernement la mission de se concentrer sur les questions de sécurité intérieure.
L'Armée mexicaine a participé à certaines missions, comme en 1968, lorsque le gouvernement réquisitionne l'Armée pour mater les manifestations d'étudiants (en) croyant notamment que ces derniers faisaient partie d'une sorte de complot communiste contre les jeux olympiques.
Cela conduira le 2 octobre 1968 au massacre de Tlatelolco.
Sur ordre du gouvernement, l'Armée poursuivra la guérilla au cours de la décennie.
En 1994, l'Armée mexicaine a été déployée pour y mener une guerre dite de basse intensité dans les territoires concernés par la Révolte au Chiapas menée par l'armée zapatiste de libération nationale à la suite de la Première déclaration de la Selva Lacandone déclarant la guerre au gouvernement mexicain  et du saccage et du pillage du palais municipal et d'un batitiment officiel durant quelques heures connus sous le nom de prise de San Cristóbal de las Casas par les insurgés.
L'armée mexicaine est récemment intervenue au Chiapas dans les zones peuplées d'indigènes où le crime organisé a fait des centaines de morts (certains dans la communauté tzotzil de las Abejas)  et des milliers de déplacés.
En 2006, l'ancien président Felipe Calderón ordonne le déploiement de l'Armée pour lutter contre le trafic de drogue.
Le général en retraite, Salvador Cienfuegos Zepeda, l'un des  militaires les plus gradés du Mexique et ex-secrétaire à la Défense Nationale (2012-2018), est arrêté en octobre 2020 aux États-Unis dans le cadre d’une enquête pour trafic de drogue. Le général faisait depuis plusieurs années de suspicions de la DEA pour ses liens supposés « avec les membres du crime organisé des frères Beltrán Leyva, qui contrôlent le trafic de drogue dans les États de Guerrero et de Morelos ». Les États-Unis ont levé les poursuites à son encontre afin qu'il soit jugé au Mexique, mais les autorités judiciaires mexicaines ont choisi de le laisser en liberté.
En janvier 2021 le président mexicain Andrés Manuel Lobrador a déclaré que les accusations envers le général  Cienfuegos avaient été "fabriquées" par la DEA ,

### Chronologie
- Tentatives de reconquête espagnole du Mexique (1821-1829)
- Révolution texane (1835-1836, sécession)
- Guerre des Pâtisseries (1838, 1re guerre franco-mexicaine) (ou "Guerre des gâteaux" : l'un des plaignants était pâtissier)
- République du Rio Grande (1840, sécession)
- République du Yucatán (1841-1848, sécession)
- Guerre américano-mexicaine (1846-1848, annexion du Texas, de la Californie et du Colorado par les États-Unis au détriment du Mexique)
- Guerre des castes (1847 - fin du XIXème siècle)
- Guerre de Réforme	(1857–1861, guerre civile)
- Expédition du Mexique (1861-1867, 2e guerre franco-mexicaine)
- Guerra del Yaqui (es) (1870-1880)
- Révolution mexicaine (1910-1920, guerre civile)
- Guerre des Cristeros (1926-1929, guerre civile)
- Seconde Guerre mondiale (envoi de l'Escadron 201 dans la guerre du Pacifique en 1944-1945)
- Conflicto entre Guatemala y México (1958-1959) (es)
- Révolte au Chiapas (1994-...)
- Lutte contre les narcotrafiquants au Mexique (2005-...)

## Organisation
(août 2021).

### Armée de terre

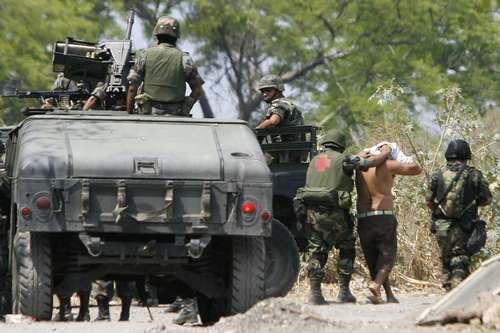
Arrestations par l'Armée mexicaine dans le cadre de l'Opération Conjunto Michoacán, 4 avril 2007.

L'Armée de terre est divisée en trois composantes : le siège national de l'Armée, les commandements territoriaux, et les unités indépendantes. Le ministre de la Défense commande l'Armée au moyen d'un système très centralisé et hautement hiérarchisé, comportant un grand nombre d'officiers généraux. L'Armée de terre est la plus importante branche des Forces armées du Mexique.
L'Armée de terre est composée de 12 régions militaires, elles-mêmes divisées en 44 zones militaires. Toutes les régions militaires ainsi que les sous zones militaires sont reliées au siège de l'Armée, ce qui permet aux dirigeants et aux militaires d’être très réactifs en cas de besoin. Chacune des 12 régions militaires sont placées sous la direction d'un commandement de l'Armée, lequel peut étendre son influence sur toutes les unités disponibles sur son territoire. Ce système permet en outre de faire un contrepoids au pouvoir détenu par les gouverneurs d'état.
L'Armée de terre est constituée en 2011 de 192 000 troupes terrestres actives prêtes à être déployées à tout moment ainsi que 559 770 troupes de réserve.

### Force aérienne
La force aérienne mexicaine est une branche de l’Armée de terre. En 2022, ses unités aériennes sont stationnées sur 26 bases aériennes et aéroports. Elle est, à cette date, le premier utilisateur de Pilatus PC-7.
La direction des forces aériennes est confiée à un officier supérieur placé directement sous l'autorité du ministre de la Défense nationale. Le commandant en second de la Force aérienne est le chef d'état-major, qui supervise le chef adjoint des opérations et un chef adjoint de la gestion. L'Armée de l'air est divisée en quatre régions : Nord-Ouest (Mexicali, Basse-Californie), Nord (Chihuahua), Central (Mexico) et Sud (Tuxtla Gutiérrez, Chiapas). La garde de chaque région est confiée à un général.
En plus de ses 26 bases aériennes implantées sur tout le territoire, l'Armée de l'air peut également ouvrir des bases d'opérations supplémentaires en cas de nécessité. L'Armée de l'air dispose de 11 770 hommes, d'une flotte estimée à près de 230 aéronefs, 12 drones et 245 hélicoptères [Quand ?].

### Marine de guerre
Le siège de la Marine est situé à Mexico. La Marine mexicaine est composée de trois forces militaires : la force navale du Golfe et des Caraïbes, chargée de la protection des eaux territoriales bordant le golfe du Mexique et la mer des Caraïbes, la force navale du Pacifique, chargée d'assurer le contrôle et la sécurité dans la zone pacifique, et l'infanterie de marine, unité d'élite chargée des missions d'intervention. Chaque corps possède son propre quartier général, un groupe de destroyer, un groupe d'auxiliaires de navire, un groupe d'infanterie de marine, et un groupe de forces spéciales.
La mission de la Marine mexicaine est «d'utiliser la force navale de la fédération pour assurer la défense extérieure et pour aider à maintenir la sécurité intérieure en cas de besoin». La Marine compte environ 56 000 hommes et femmes ainsi que des troupes de réserves, une flotte navale de 189 navires et une flotte aérienne d'environ 130 avions. La Marine suit un programme de modernisation constante afin, non seulement de maintenir sa puissance, mais également de l'augmenter. En effet, en raison de la vaste étendue des eaux mexicaines, la Marine, par son devoir de protection et de défense du littoral mexicain, est sans doute une des plus importantes forces de l'Armée mexicaine. En plus de ses missions en mer, l''infanterie de marine joue depuis la fin des années 2000 un rôle actif dans la lutte contre le narcotrafic.
La force aéronavale mexicaine est stationnée, en 2014, sur 13 bases aériennes et aéroports, souvent communs avec la force aérienne.

### Unités de Marines

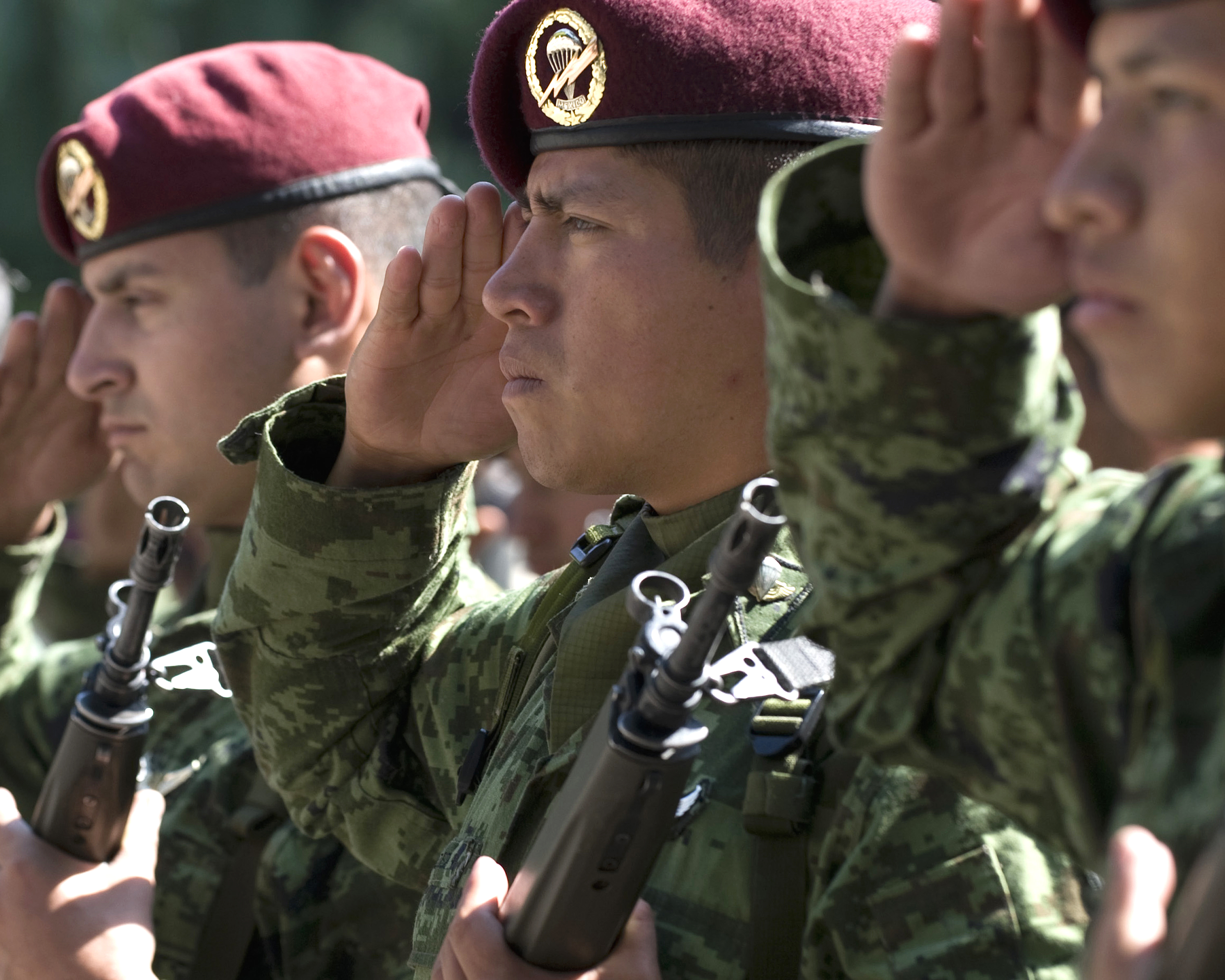
Un groupe de parachutistes mexicains

Le corps d'infanterie de marine est une branche de la Marine mexicaine. Il s'agit en quelque sorte d'une troupe d'élite pouvant intervenir aussi bien sur terre, sur mer ou dans les airs. La tâche principale du corps des marines est de garantir la sécurité des ports et la défense, aussi bien extérieure qu'intérieure, du pays. Le corps est formé et entrainé pour les missions à risques. Il est formé pour assurer n'importe quel type d'opérations maritimes, aériennes et terrestres.
Le corps d'infanterie de marinesa été réorganisé entre 2007 et 2009 en plusieurs bataillons (30 en tout), dont, entre autres, le bataillon des parachutistes, le bataillon attaché à la garde présidentielle, deux forces d'intervention rapide (dotées de six bataillons) et trois groupes des forces spéciales. Les marines sont responsables de la sécurité portuaire, de la protection des dix kilomètres de frange côtière, et sont chargés de la patrouille et la surveillance des principales voies navigables.

### Unités de garde-côtes
L'unité des garde-côtes, officiellement connue sous le nom de l'unité de recherche et de sauvetage maritime, est une unité de la Marine responsable des opérations de recherche et de sauvetage des personnes perdues en mer. L'unité utilise 5 stations navales pour mener à bien ses opérations. L'unité est équipée de bateaux 47-foot MLB et classe Defender utilisés dans le cadre des missions de sauvetage. Elle dispose également d'un parc d'hélicoptères.

### Composantes
Les Forces armées mexicaines s'articulent autour de deux entités principales, indépendantes l'une de l'autre. Ces deux entités sont elles-mêmes composées de pelotons, de compagnies, de brigades, de forces spéciales, de troupes spécialisées, etc.
- L'Armée de terre mexicaine, qui englobe l'Armée de l'air, la garde présidentielle et la police militaire. Ces trois divisions dépendent de l'Armée de terre, même si chacune possède son propre commandement.

- La marine mexicaine, qui comprend les forces navales, le corps des marines, l’aviation navale et plus généralement l'ensemble des unités assignées à la protection des eaux mexicaines.

## Budget et effectif
(août 2021).
L'Armée mexicaine dispose de près de 259 770 soldats actifs pour une réserve de 39 899 soldats. Il s'agit de la 21e plus vaste armée du monde par le nombre de soldats.
En 1999, le budget militaire du Mexique équivalait à 0,9 % du PIB à hauteur de 4 milliards de dollars. Cependant, depuis l'année 2000, en l'absence de menace extérieure, le budget de la défense a été diminué et représentait près de 0,5% du PIB, les dépenses militaires se stabilisant donc autour de 4 milliards de dollars annuels. Avec l'arrivée au pouvoir de Calderón en décembre 2006, le budget de la défense a été considérablement augmenté afin de lutter contre les bandes criminelles qui sévissent dans le pays. De 2007 à 2012, le budget de la défense du Mexique a presque doublé, passant de 4 milliards à plus de 7,1 milliards de dollars.
En raison de la taille de sa population de près de 129 millions d'habitants, le Mexique possède un effectif potentiel considérable. En effet, le nombre de soldats potentiels est de 58 millions, ce qui représente le nombre de personnes aptes au service militaire. 2 638 214 personnes atteignent chaque année l'âge du service militaire. Ce chiffre est bien supérieur à celui de n'importe quelle armée européenne.
Seuls quelques rares pays, dont la population égale ou dépasse celle du Mexique, peuvent prétendre à des chiffres identiques. C'est le cas par exemple du Brésil (200 millions d'habitants), de la Russie (143 millions d'habitants) et de l'Inde et de la Chine (plus d'un milliard d'habitants chacun). La capacité à mettre en œuvre des effectifs très supérieurs à ceux affichés s'explique par la taille de la population des pays concernés et surtout par leur niveau de militarisation (en effet, il existe un service militaire obligatoire dans les quatre pays mentionnés ci-dessus : Brésil, Russie, Inde, Chine.

### Données de la banque mondiale
L'évolution du budget de la défense (avec salaires) mexicain en milliards de dollars US courant selon les données de la Banque mondiale est la suivante,,:
| Année | Budget de la défense | % du PNB | % dépenses publiques |
| ----- | -------------------- | -------- | -------------------- |
| 1989  | $ 1 153 375 828      | 0,52     |                      |
| 1990  | $ 1 210 872 502      | 0,43     | 1,72                 |
| 1991  | $ 1 459 136 041      | 0,44     | 1,97                 |
| 1992  | $ 1 824 550 066      | 0,47     | 2,24                 |
| 1993  | $ 2 122 980 338      | 0,44     | 2,20                 |
| 1994  | $ 2 635 284 079      | 0,52     | 2,51                 |
| 1995  | $ 1 562 615 372      | 0,45     | 2,18                 |
| 1996  | $ 1 882 873 103      | 0,48     | 2,09                 |
| 1997  | $ 2 184 061 042      | 0,46     | 2,01                 |
| 1998  | $ 2 263 223 453      | 0,45     | 2,08                 |
| 1999  | $ 2 652 912 012      | 0,46     | 2,09                 |
| 2000  | $ 3 031 454 509      | 0,45     | 2,11                 |
| 2001  | $ 3 229 469 276      | 0,44     | 2,08                 |
| 2002  | $ 3 172 268 734      | 0,42     | 1,98                 |
| 2003  | $ 2 960 496 802      | 0,41     | 1,80                 |
| 2004  | $ 2 854 385 965      | 0,36     | 1,70                 |
| 2005  | $ 3 123 454 978      | 0,36     | 1,61                 |
| 2006  | $ 3 035 131 019      | 0,31     | 1,38                 |
| 2007  | $ 4 223 037 646      | 0,40     | 1,70                 |
| 2008  | $ 4 334 654 124      | 0,39     | 1,41                 |
| 2009  | $ 4 514 233 914      | 0,50     | 1,80                 |
| 2010  | $ 4 789 031 339      | 0,45     | 1,64                 |
| 2011  | $ 5 498 458 542      | 0,47     | 1,68                 |
| 2012  | $ 5 717 035 575      | 0,48     | 1,69                 |
| 2013  | $ 6 473 144 378      | 0,51     | 1,83                 |
| 2014  | $ 6 758 693 845      | 0,51     | 1,84                 |
| 2015  | $ 5 468 837 812      | 0,47     | 1,70                 |
| 2016  | $ 5 336 875 740      | 0,50     | 1,81                 |
| 2017  | $ 5 062 076 646      | 0,44     | 1,70                 |
| 2018  | $ 5 839 521 271      | 0,48     | 1,86                 |
| 2019  | $ 6 650 808 254      | 0,52     | 2,02                 |
| 2020  | $ 8 044 880 864      | 0,75     | 2,58                 |
| 2021  | $ 8 680 832 593      | 0,68     | 2,40                 |

## Équipement
| Type                                                      | Modèle                | Origine             | Quantité en 2023 |
| --------------------------------------------------------- | --------------------- | ------------------- | ---------------- |
| Armée de terre et infanterie navale                       |                       |                     |                  |
| Véhicule de reconnaissance                                | DN-5 Toro             | Mexique             | 19               |
| Véhicule de reconnaissance                                | ERC-90F1 Lynx         | France              | 127              |
| Véhicule de reconnaissance                                | M8 Greyhound          | États-Unis          | 40               |
| Véhicule de reconnaissance                                | MAC-1                 | États-Unis          | 37               |
| Véhicule de combat d'infanterie                           | DNC-1                 | France              | 390              |
| Véhicule blindé de transport de troupes                   | HWK-11 (en)           | Allemagne - Mexique | 40               |
| Véhicule blindé de transport de troupes                   | M5A1 half-track (en)  | États-Unis          | 33               |
| Véhicule blindé de transport de troupes                   | BDX (en)              | Irlande             | 95               |
| Véhicule blindé de transport de troupes                   | DN-X                  | Mexique             | 18               |
| Véhicule blindé de transport de troupes                   | LAV-100               | États-Unis - Canada | 28               |
| Véhicule blindé de transport de troupes                   | LAV-150               | États-Unis - Canada | 26               |
| Véhicule blindé de transport de troupes                   | MOWAG Roland (en)     | Suisse              | 25               |
| Véhicule blindé de transport de troupes                   | Panhard VCR (en)      | France              | 44               |
| Véhicule blindé de transport de troupes                   | BTR-60                | Union soviétique    | 3                |
| Véhicule blindé de transport de troupes                   | BTR-70                | Union soviétique    | 26               |
| Véhicule de mobilité d'infanterie                         | DN-XI                 | Mexique             | 100              |
| Véhicule de mobilité d'infanterie                         | Plasan Sand Cat       | Israël              | 247              |
| Véhicule de mobilité d'infanterie                         | VBL                   | France              | 40               |
| Canon sans recul                                          | M40                   | États-Unis          | 1187             |
| Canon antichar                                            | M3                    | États-Unis          | 30               |
| Obusier                                                   | M101                  | États-Unis          | 70               |
| Obusier                                                   | M-56 (en)             | Yougoslavie         | 56               |
| Obusier                                                   | M-90                  | Chine               | 13               |
| Lance-roquettes multiple                                  | Firos-25              | Italie              | 6                |
| Mortier                                                   | M1                    | États-Unis          | 400              |
| Mortier                                                   | Brandt                | France              | 400              |
| Mortier                                                   | SB                    | N/C                 | 300              |
| Canon anti aérien                                         | M55                   | États-Unis          | 40               |
| Canon anti aérien                                         | GAI-B01               | Suisse              | 40               |
| Armée de l'air, de l'aviation navale et de la gendarmerie |                       |                     |                  |
| Avion de chasse                                           | F-5E Tiger II         | États-Unis          | 4                |
| Avion de chasse                                           | F-5E Tiger II         | États-Unis          | 1                |
| Avion de reconnaissance                                   | Cessna 501 Citation I | États-Unis          | 3                |
| Avion de surveillance électronique                        | Beech 350ER           | États-Unis          | 6                |
| Avion de surveillance électronique                        | EMB-145RS             | Brésil              | 2                |
| Système de détection et de commandement aéroporté         | EMB-145AEW Erieye     | Brésil              | 1                |
| Avion de transport militaire                              | C-27J Spartan         | Italie              | 4                |
| Avion de transport militaire                              | C-130K-30             | États-Unis          | 2                |
| Avion de transport militaire                              | L-100-30              | États-Unis          | 1                |
| Avion de transport                                        | Beech 90              | États-Unis          | 2                |
| Avion de transport                                        | Beechcraft 200        | États-Unis          | 1                |
| Avion de transport                                        | Beech 350             | États-Unis          | 1                |
| Avion de transport militaire                              | C295M                 | Espagne             | 8                |
| Avion de transport                                        | Cessna 182            | États-Unis          | 59               |
| Avion de transport                                        | Learjet 35 - 36       | États-Unis          | 3                |
| Avion de transport                                        | PC-6B                 | Suisse              | 3                |
| Avion de transport                                        | Turbo Commander 680   | États-Unis          | 1                |
| Hélicoptère de manœuvre et d'assaut                       | Bell 407GXP           | États-Unis          | 15               |
| Hélicoptère de manœuvre et d'assaut                       | Bell 412EP Twin Huey  | États-Unis          | 11               |
| Hélicoptère de manœuvre et d'assaut                       | Mi-17 Hip H           | Russie              | 39               |
| Hélicoptère léger multi-rôle                              | MD-530                | États-Unis          | 11               |
| Hélicoptère léger multi-rôle                              | MD-902                | États-Unis          | 5                |
| Hélicoptère léger multi-rôle                              | S-333                 | États-Unis          | 8                |
| Hélicoptère militaire de transport armé                   | H225M Caracal         | Union européenne    | 17               |
| Hélicoptère de transport moyen                            | AS332L                | Union européenne    | 3                |
| Hélicoptère de transport léger                            | AS555 Fennec          | Union européenne    | 2                |
| Hélicoptère de lutte anti-sous-marine                     | AS565MB               | Union européenne    | 14               |
| Hélicoptère de manœuvre et d'assaut                       | S-70A-24 Black Hawk   | États-Unis          | 6                |
| Hélicoptère de manœuvre et d'assaut                       | UH-60M Black Hawk     | États-Unis          | 32               |
| Hélicoptère de recherche et de sauvetage                  | AW109SP               | États-Unis          | 6                |
| Hélicoptère polyvalent                                    | H145                  | Union européenne    | 1                |
| Hélicoptère multi-usage                                   | Bell 206              | États-Unis          | 54               |
| Drone de combat                                           | Hermes 450            | Israël              | 3                |
| Drone de combat                                           | Hermes 900            | Israël              | 1                |
| Drone                                                     | S4 Ehécatl (en)       | Mexique             | 5                |